# Greta Thunberg
Greta Tintin Eleonora Ernman Thunberg (født 3. januar 2003) er en svensk klimaaktivist fra Stockholm, som kæmper imod global opvarmning og for grøn omstilling. Hun startede sin kamp da hun stadig gik i skole, med slagordene; "Skolstrejk för klimatet" (Skolestrejke for klimaet).
Greta Thunberg er blevet nomineret til Nobels fredspris.

## Liv
Greta Thunberg blev født den 3. januar 2003 i Stockholm. Hun er diagnosticeret med aspergers syndrom. Hun er datter af sangerinden Malena Ernman og skuespilleren Svante Thunberg. Hendes bedstefar er skuespilleren og teaterinstruktøren Olof Thunberg.
Hun beskrev sig selv i december 2018 som "diagnosticeret med aspergers syndrom, OCD og selektiv mutisme". For at formindske sin families klimaaftryk har hun fået dem til at blive veganere og holde op med at flyve.

### Klimaengament
Hun startede den planlagte skolestrejke foran Riksdagen fra 20. august 2018 og strejkede hver skoledag frem til Rigdagsvalget i Sverige den 9. september. Efter dette har hun strejket hver fredag for at få Sverige til at opfylde Parisaftalen, og hun har også deltaget i demonstrationer i blandt andet Bruxelles, Helsingfors og London.
I begyndelsen af december 2018 blev hun indbudt til FN:s klimakonference i Katowice, hvor hun holdt en tale til generalsekretæren.
I januar 2019 besøgte hun World Economic Forum i Davos, hvor hun holdt talen Our House is on Fire.